# Ernest Jan Biron
Ernest Jan Biron, Ernest Jan Biren, właśc. Ernest Jan Bühren (łot. Ernests Johans Bīrons, niem. Ernst Johann von Biron, ros. Эрнст Иоганн Бирон) (ur. 23 listopada 1690 w Kalnciems, zm. 29 grudnia 1772 w Mitawie) – książę Kurlandii i Semigalii w latach 1737–1741 i 1763–1769, hrabia Świętego Cesarstwa Rzymskiego, pan Wolnego Państwa Stanowego Sycowa od 1734, faworyt i doradca polityczny cesarzowej Anny Iwanowny, po jej śmierci w 1740 roku regent Cesarstwa Rosyjskiego w zastępstwie małoletniego cara Iwana VI.

## Faworyt cesarzowej Anny Iwanowny

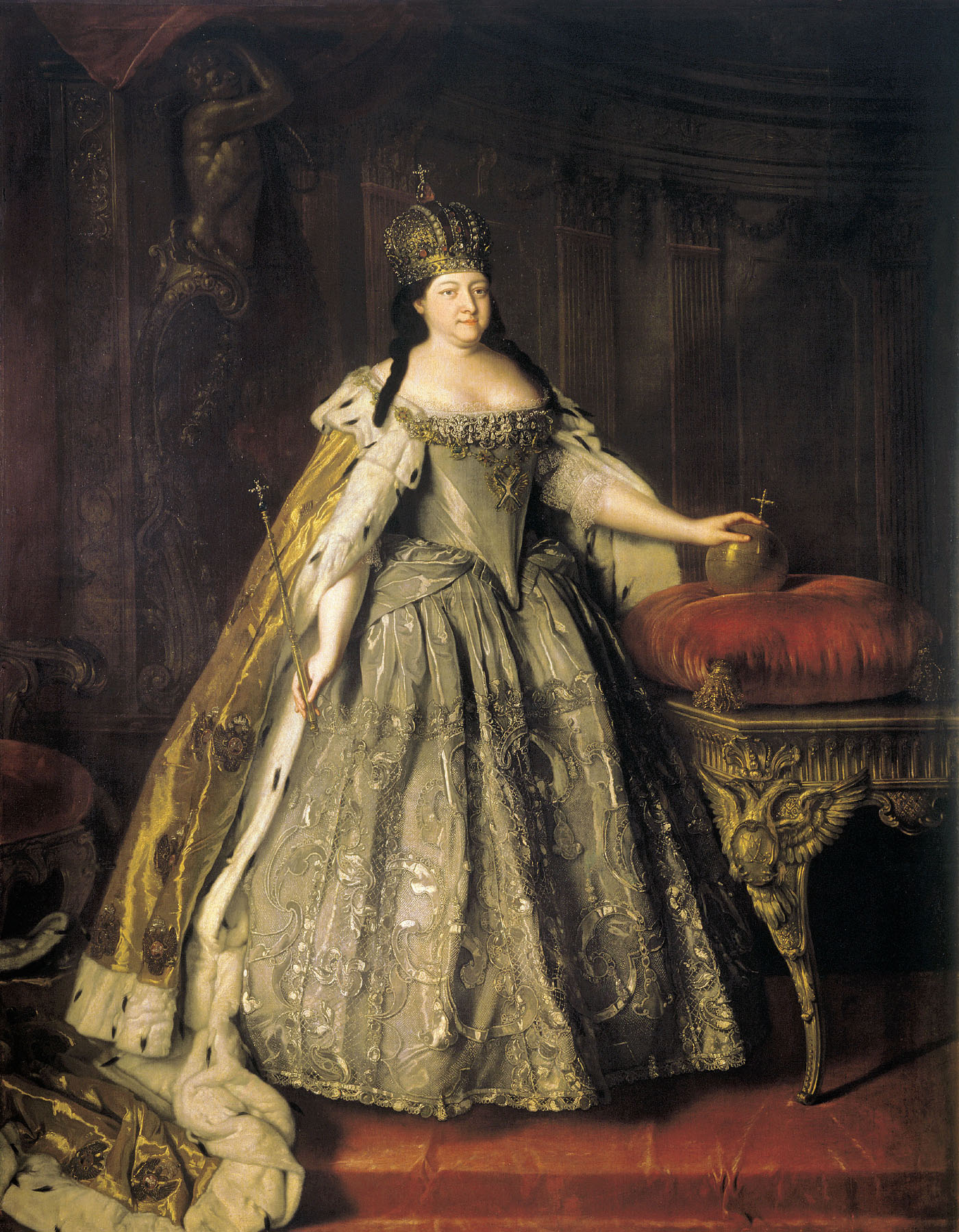
Cesarzowa Anna Iwanowna, której Ernest Jan Biron zawdzięczał swoją zawrotną karierę oraz bogactwo

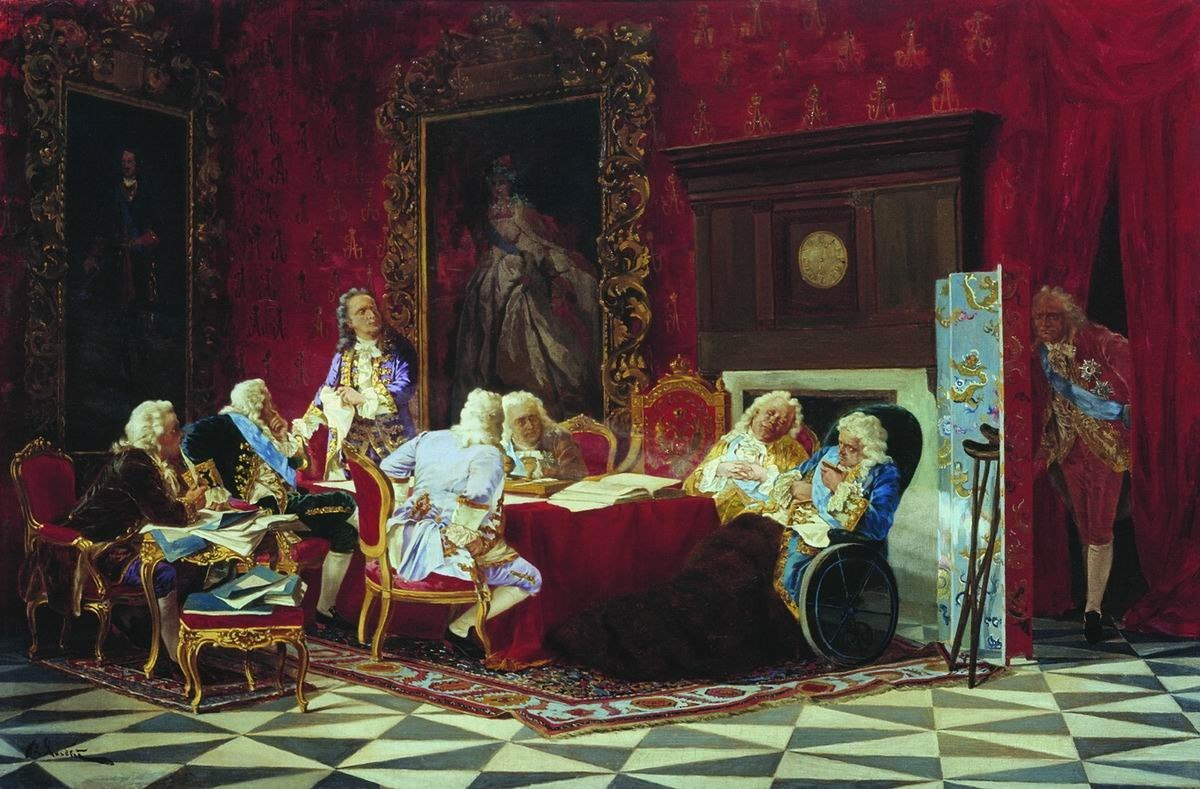
Gabinet ministrów cesarzowej Anny Iwanowny sportretowany przez Valerego Jacobiego

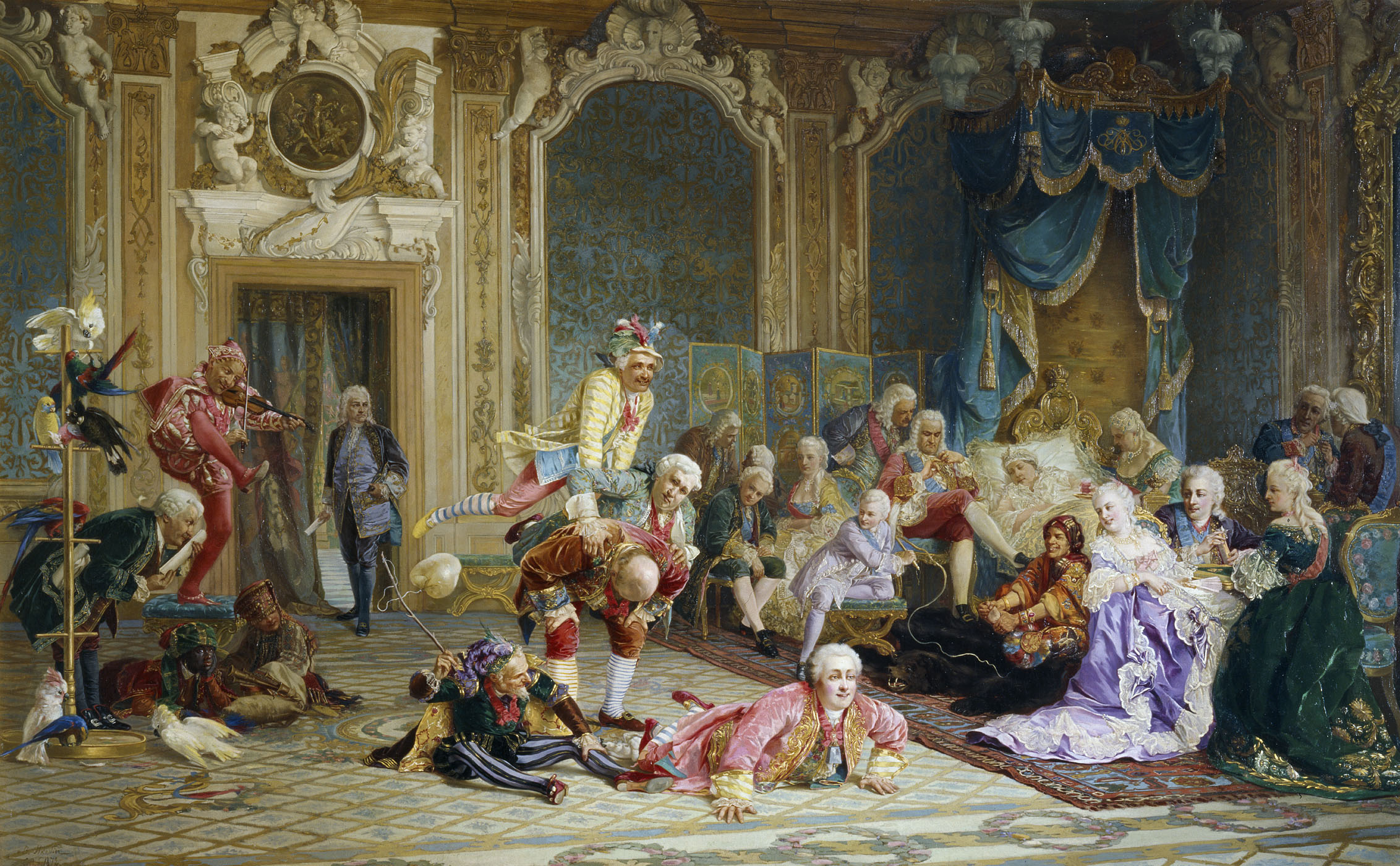
Ekscentryczny dwór cesarzowej Anny Iwanowny sportretowany przez Valerego Jacobiego

Ernest Jan Bühren pochodził ze szlachty inflanckiej. Był synem średniozamożnego posiadacza ziemskiego z Kurlandii, Karola von Bührena i Katarzyny Jadwigi van der Raab. W młodości studiował na uniwersytecie w Królewcu.
Awans społeczny i karierę zawdzięczał żonie Fryderyka Wilhelma Kettlera, księżnej Annie Iwanownie Romanow, która w 1716 roku wybrała go na swojego doradcę i faworyta po śmierci męża.
W 1730, kiedy Anna została carycą Rosji, Ernest Jan Bühren wraz ze swoją rodziną przeniósł się do Petersburga, gdzie z nadania kochanki uzyskał tytuł hrabiego, urząd podkomorzego, Order św. Aleksandra Newskiego i Order św. Andrzeja Apostoła Pierwszego Powołania. Przybrał sobie w tym czasie herb i nazwisko książąt francuskich Bironów, a następnie, dzięki protekcji imperatorowej, w 1733 otrzymał tytuł hrabiego Rzeszy od cesarza Karola VI Habsburga i zakupił dobra ziemskie Wolnego Państwa Sycowa.
Posiadając nieograniczone zaufanie Anny Iwanowny, zaczął gromadzić dla siebie urzędy państwowe w Rosji. Wszedł jako minister w skład trzyosobowego gabinetu cesarskiego, w którym odgrywał pierwszoplanową rolę. Przejął kontrolę nad administracją cywilną i zwierzchnictwo nad armią obsadzając stanowiska swoimi zaufanymi ludźmi najczęściej inflanckimi Niemcami. W 1737, po śmierci Ferdynanda Kettlera, został wykreowany przez Annę Iwanowną na jego następcę i uczyniony dziedzicznym księciem Kurlandii i Semigalii.
Szybko zaczął się bogacić, a jego majątek dorównywał majątkowi rodziny cesarskiej. Był znany z prowadzenia wystawnego życia i hodowli koni. Na dworze carskim organizował liczne polowania, uczty, ekscentryczne gry i zabawy. Wprowadził w Rosji modę na przepych i obnoszenie się z bogactwem. Od połowy lat 30. XVIII wieku faktycznie sprawował pełną władzę w Rosji.
Jego rządy były pełne surowości, terroru, nadużyć podatkowych i biurokratycznych. Spowodowały lokalne bunty i powstania chłopskie. Aby tępić wystąpienia ludności stworzył Tajną Kancelarię do Spraw Śledczych, na której czele stanął lojalny mu Andriej Uszakow. Był przeczulony na punkcie możliwości utraty swojej pozycji. Wszczynał procesy polityczne i był inicjatorem wielu intryg dworskich.
W 1733 brał udział w polityce Rosji w sprawie obsady tronu Rzeczypospolitej po śmierci Augusta II Mocnego. W 1735, za namową Ernesta Jana Birona, caryca Anna Iwanowna wypowiedziała wojnę Turcji celem zdobycia Krymu. Pomimo zwycięstw i szybkiego marszu armii rosyjskiej, która opanowała znaczne obszary Porty Osmańskiej, kampania okazała się klęską z powodu nieumiejętnych posunięć dyplomacji rosyjskiej.

## Regent Cesarstwa Rosyjskiego
W 1740 Ernest Jan Biron został wyznaczony na opiekuna następcy tronu rosyjskiego Iwana Antonowicza z dynastii Welfów. Wystarał się ponadto od umierającej Anny o tytuł regenta do czasu osiągnięcia przez carewicza pełnoletniości. Gdy monarchini zmarła (17 października 1740), roku natychmiast przejął władzę. Nie utrzymał się jednak długo, gdyż został obalony przez spisek dworski, na którego czele stała matka cara, księżna Anna Leopoldowna.

## Zesłanie
W nocy 9 listopada 1740 Ernest Jan Biron został aresztowany przez żołnierzy feldmarszałka Burkharda Münnicha, zamknięty w twierdzy szlisselburskiej, a kilka dni później dekretem nowej regentki oskarżony o zbrodnię zdrady stanu. Osądzony przez powołaną naprędce komisję został skazany na śmierć przez poćwiartowanie. Anna Leopoldowna zmieniła jednak ostatecznie orzeczenie sądu i skazała Birona na zesłanie. Książę utracił wszystkie godności, urzędy, majątki i został 13 czerwca 1741 roku pod strażą wywieziony do Pełymu w guberni tobolskiej. Na Syberii miał przebywać do swojej śmierci. W Kurlandii i Semigalii mimo próby ustanowienia nowym księciem feldmarszałka Ludwika Ernesta von Braunschweig-Lüneburg-Bevern, nastało kilkunastoletnie interregnum. Państwem zarządzała Rada Książęca, której przewodniczył landhofmeister Krzysztof Fryderyk von Sacken-Appricken.
Za rządów cesarzowej Elżbiety los Ernesta Jana Birona nieco się poprawił. Imperatorowa złagodziła wyrok swojej poprzedniczki i zmieniła zesłanie na areszt domowy. Zdetronizowany książę kurlandzki osiadł w Jarosławiu nad Wołgą, gdzie miał do dyspozycji pałac ze służbą, bibliotekę oraz stadninę koni. Mógł też urządzać polowania. Pozostawał jednak cały czas jako więzień stanu pod kontrolą i nie miał prawa powrotu do stolicy Rosji. Dopiero w 1762 car Piotr III pozwolił wrócić Bironowi do Sankt Petersburga. On też go ułaskawił i zwrócił urzędy oraz ordery.

## Powrót na tron Księstwa Kurlandii i Semigalii

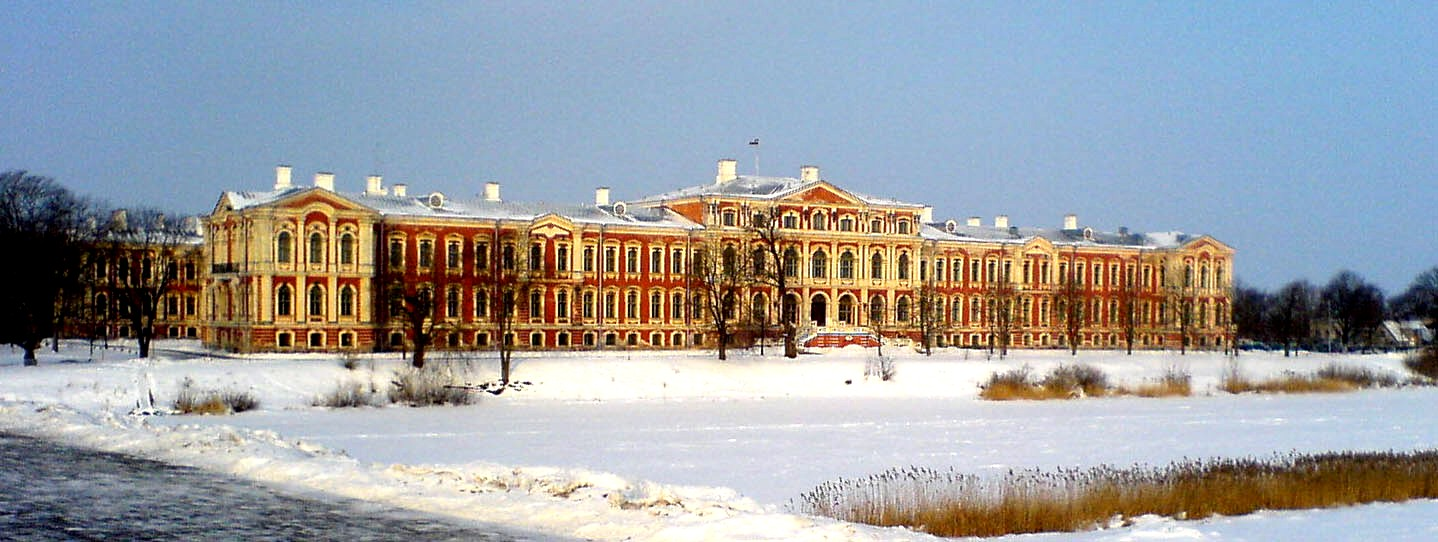
Pałac Ernesta Jana Birona w Mitawie

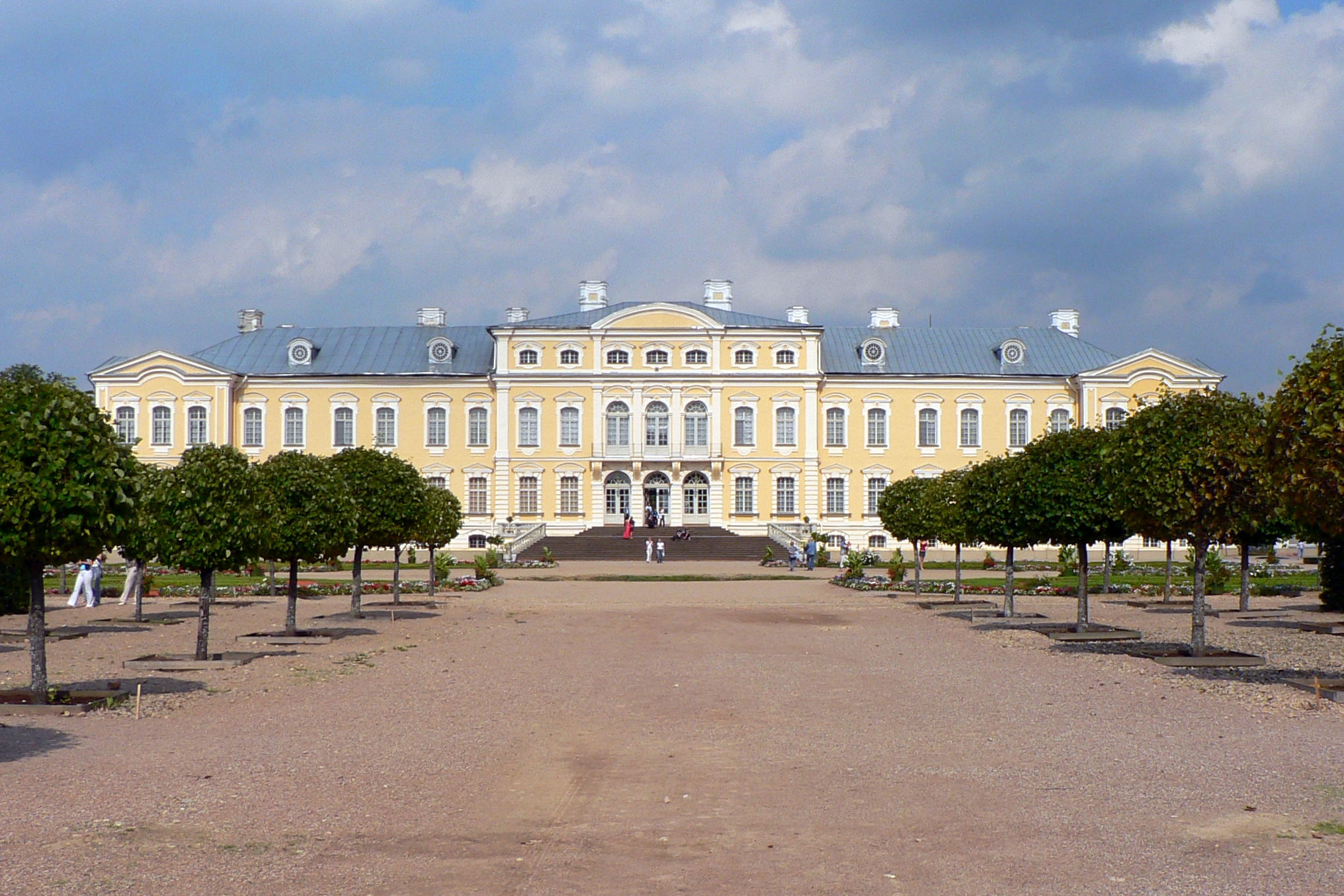
Pałac Ernesta Jana Birona w Rundāle

W 1763, za sprawą cesarzowej Katarzyny II, Biron został wykorzystany do umocnienia polityki rosyjskiej w Rzeczypospolitej i za protekcją tej władczyni przywrócony na Księstwo Kurlandii i Semigalii, gdzie od kilku lat rządził syn Augusta III Sasa, Karol Krystian Wettyn. Po odzyskaniu tronu szybko zaczął wprowadzać w państwie kurlandzkim rządy absolutystyczne. Podjął się budowy okazałych rezydencji pałacowych w Mitawie i w Rundāle. Jako człowiek wiekowy nie był jednak w stanie sam sprawować władzy i faktycznie w jego imieniu rządził syn i następca, Piotr Biron. W 1769 Ernest Jan Biron zrezygnował z dalszego panowania i abdykował.
Pochowany został obok innych książąt Kurlandii i Semigalii w krypcie pod pałacem w Mitawie.

## Życie prywatne
W latach 1716–1740 Ernest Jan Biron był faworytem księżnej kurlandzkiej, a później cesarzowej rosyjskiej Anny Iwanowny Romanow.
Z zawartego w 1723 małżeństwa z Benigną Gottliebą von Trotha, Ernest Jan Biron doczekał się trojga dzieci:
- Piotra Birona, księcia Kurlandii i Semigalii oraz Żagania
- Jadwigi Elżbiety, żony tajnego radcy dworu rosyjskiego barona Aleksandra Czerkasowa
- Karola Ernesta Birona, generała-majora wojsk rosyjskich, pana na Sycowie, założyciela śląskiej linii książąt Bironów von Curland